# 烏溪橋
烏溪橋是位於台灣中部的省道公路橋樑，因為跨越烏溪而得名。此橋連接南投縣草屯鎮及台中市霧峰區，完工於1960年，為連結南投和台中兩地的重要橋梁。橋梁全長632公尺，寬度26公尺，全線共設有南北向各三車道及機車道。

## 歷史

### 日治時代
烏溪橋的歷史最早可源於昭和六年(1931年)，當時的烏溪橋僅為一座吊橋，且因當時烏溪尚未完成沿線堤防，使烏溪河道時常更改。至二次大戰後期，日本運來許多美國戰俘進行烏溪橋的整建工作。

### 民國時期
- 民國49年(1960年)，烏溪橋改建為雙向單線道通行之混凝土橋樑(今北上段)，民國72年時再增設新橋於側(今南下段)，成為今日之容積規模。[3]

- 民國88年(1999年)，台灣發生921大地震，烏溪橋北側霧峰段受損嚴重，一度停止通行，至民國90年(2001年)修復完成。[4]

- 民國97年(2008年)。因應颱風季汛期，公路總局公布全台13座有安全之虞的橋樑，烏溪橋因長年沖刷，橋墩裸露，被列為危橋之一，公路總局亦開展改善計畫，並於同年10月8日開工，至隔年12月31日始完工改善。[5][6]

## 其他
- 二戰時期有許多美軍戰俘負責改善橋樑及堤防，部分戰俘因疾病或是水土不服而不幸喪生，遺體被埋葬在鄰近的象鼻山上，至戰後則被美國陸續接回。[3]